# Ваня (циклон)

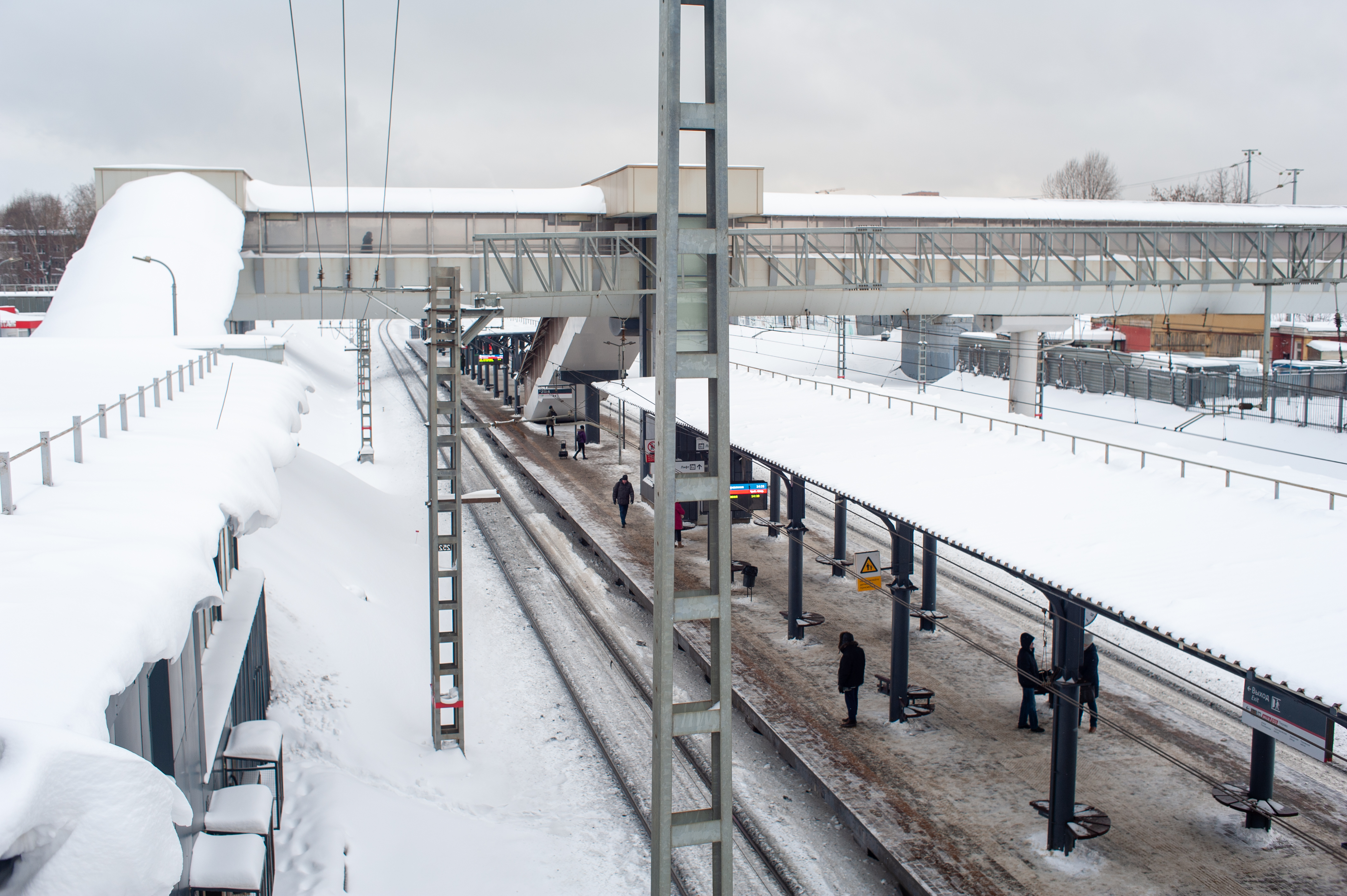
Ж/д платформа Чухлинка в Москве 16 декабря

Цикло́н «Ва́ня» — южный циклон, названный так немецкими метеорологами (Vanja). В декабре 2023 года от циклонического вихря больше всего пострадали Ирландия и Великобритания, Бавария и Нижняя Саксония, а также юг Центрального региона России и Черноземье.

## Формирование и ущерб
Циклон «Ваня» — активный атмосферный вихрь, который зародился в Северной Атлантике. Первый удар пришелся на Британские острова — там прошёл шторм, и Ирландию — смерч, редкое для этих широт погодное явление. Далее циклон принёс наводнения в Нижней Саксонии и Баварии, в реках Рейн и Дунай повысился уровень воды. Позже «Ваня» переместился в сторону Балтийского моря и соединился с атлантическим циклоном.
В России влияние циклона больше всего ощутили на юге европейской части. В Ростове-на-Дону 12 декабря из-за ледяного дождя, который, с небольшими перерывами, шёл пять дней, остановили движение общественного транспорта, а 13 декабря в школах отменили занятия. В результате стихии без света оставались более 180 тысяч человек.
К Москве циклон дошёл 14 декабря и принёс аномальные снегопады, на 15 декабря высота снежного покрова перекрыла суточный рекорд 15 декабря 1919 года. На метеостанции ВДНХ показатели составили 38 см к девяти утра: прежний рекорд составлял 32 см.
В ближнем Подмосковье выпало 33 % нормы осадков декабря, а в Центральной России — 81 %.

## Происхождение имени
Метеорологи дают имена тропическим циклонам — чтобы не было путаницы в выпуске штормовых оповещений и предупреждений. Причём имена заранее распределены в соответствии со специальными ежегодными списками. Нетропические циклоны остаются безымянными, так как в умеренных и высоких широтах они могут формироваться ежедневно.

Имя циклону «Ваня» дали немецкие метеорологи, пояснил научный руководитель Гидрометцентра России Роман Вильфанд:
Это коммерческое мероприятие. Свободный университет в Берлине, там хороший метеорологический факультет, но они начали коммерцией заниматься и за деньги присваивают циклонам имена. Например, вы хотите подарок сделать девушке на день рождения и называете её именем циклон.
Синоптик уточнил, что присвоить имя циклону в немецком университете можно за сумму от 200 евро, а антициклону за сумму от 300 евро.